# Ligas de carnaval da Baixada Santista
As Ligas de carnaval da Baixada Santista são as responsaveis pelos carnavais regionais nos municípios da região Metropolitana da Baixada Santista. Cada liga abrange uma cidade, embora muitas escolas desfilem também em carnavais de outras ligas.

## LINESG (Guarujá)
A LINESG - Liga Independente das Escolas de Samba de Guarujá é uma entidade representativa de carnaval do Guarujá, tendo como filiados escolas de sambas e blocos carnavalescos.

## LIBESA (Praia Grande)
A LIBESA - Liga de Blocos e Escolas de Samba de Praia Grande é a entidade que reúne escolas de samba e blocos carnavalescos de Praia Grande e organiza os desfiles na cidade. Possui um estatuto, conta com 20 diretores e atualmente é presidida pelo Sr. Wilson Costa, popularmente conhecido como Lica. A liga participou ativamente na reformulação do carnaval cariate.
Como pessoa jurídica, possui uma conta bancária, onde recebe verbas da iniciativa pública e privada. Essa verba é distribuída entre as agremiações e além da manutenção do Sambódromo Municipal João Apolônio. Atualmente encontram associados à Libesa 15 escolas de samba e 4 blocos.

## LICESS (Santos)
A LICESS é a Liga Cultural das Escolas de Santos, atualmente presidida pelo Heldir Lopes Penha, o Aldinho. Possui um estatuto e reúne as 15 escolas de samba da cidade de Santos.